# (364636) Ulrikeecker
(364636) Ulrikeecker est un astéroïde de la ceinture principale.

## Description
(364636) Ulrikeecker est un astéroïde de la ceinture principale. Il fut découvert le 15 octobre 2007 à Redshed par Hannes Bachleitner. Il présente une orbite caractérisée par un demi-grand axe de 2,23 UA, une excentricité de 0,15 et une inclinaison de 4,1° par rapport à l'écliptique.

## Compléments